# 沙维尼奥勒
沙维尼奥勒（法語：Chavignol，法語發音：[ʃaviɲɔl]）是法国谢尔省桑塞尔的一个村庄。沙维尼奥勒原为一个独立市镇，后于1794年并入市镇桑塞尔。沙维尼奥勒知名于以当地命名的圆形山羊奶酪。